# Etch A Sketch

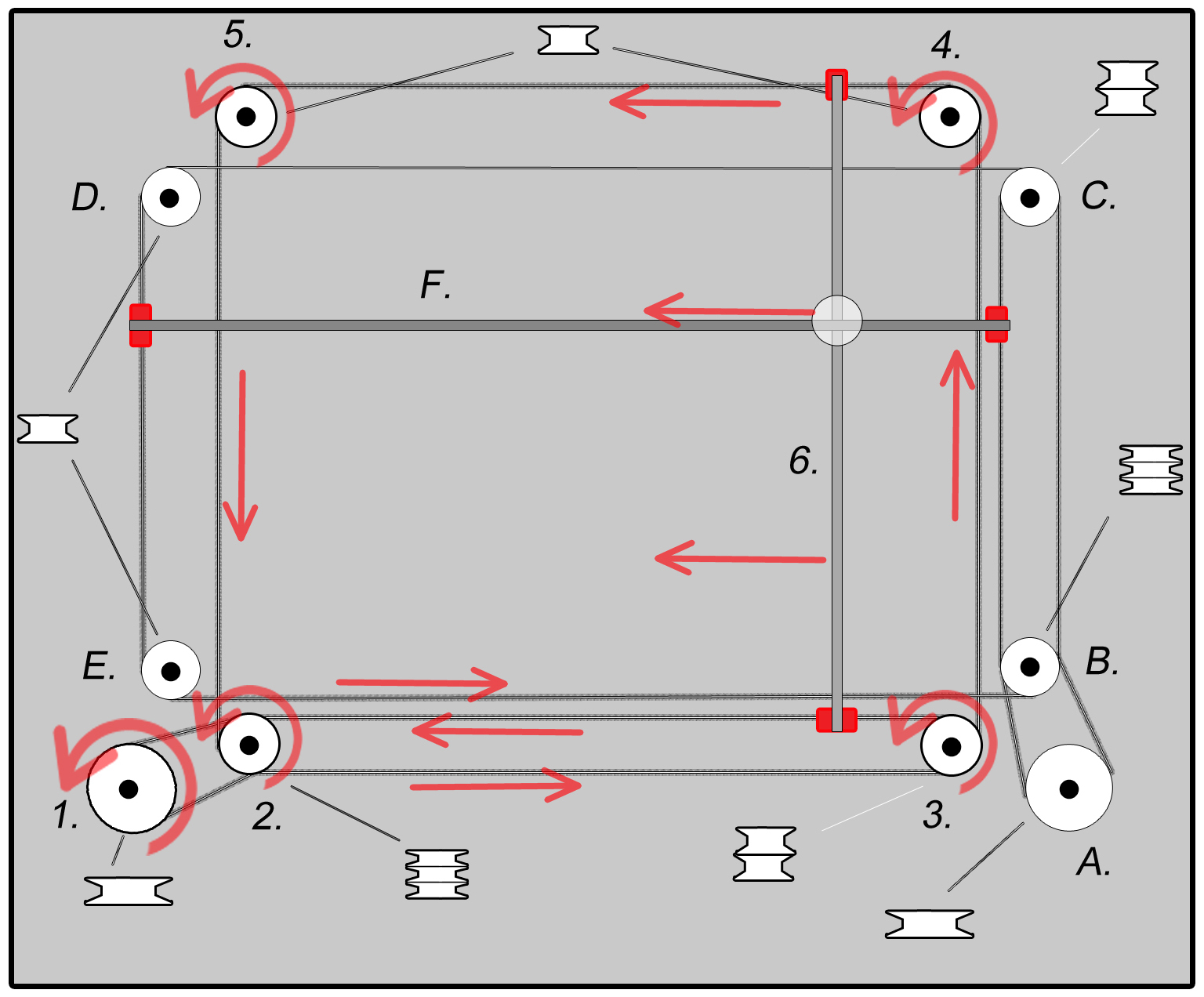
En illustration som beskriver mekanismen i ritleksaken.

Etch A Sketch, är en mekanisk ritleksak som uppfanns av André Cassagnes i Frankrike och tillverkades av Ohio Art Company från och med 1960.
En Etch A Sketch har en tjock och platt grå skärm omgiven av en röd plastram. Den har två rattar på framsidan av ramen, i de nedre hörnen. Genom att vrida på rattarna flyttas en penna som fördelar aluminiumpulver på baksidan av skärmen, vilket ger en heldragen linje. Den vänstra ratten flyttar pennan horisontellt, och den högra flyttar den vertikalt.

## Historia
Etch A Sketch uppfanns i slutet av 1950-talet av elektrikern André Cassagnes, som gav leksaken namnet L'Ecran Magique (The Magic Screen/Den magiska skärmen). 1959 tog han med sin ritning av leksaken till den internationella leksaksmässan i Nürnberg i Tyskland. Ohio Art Company såg ritningen men hade först inget intresse av leksaken. Men när de såg leksaken en andra gång, bestämde de sig för att ge produkten en chans och satsa på den. L'Ecran Magique fick sitt nya namn Etch A Sketch och blev en populär ritleksak. Ohio Art Company lanserade leksaken i USA inför julen 1960. I Frankrike, sitt ursprungsland, säljs Etch A Sketch under namnet "Télécran". I februari 2016 förvärvades rättigheterna till Etch A Sketch namn och design  av det Toronto-baserade Spin Master Corporation.

## Relaterat
- Magna Doodle, en liknande leksak som använder sig av en annan driftsprincip.
- "The Mystic Writing Pad" (även kallad Wunderblock), en äldre leksak som används för att skriva och rita, den består av en tunn skiva av genomskinlig plast som täcker en tjock vaxad platta.
- En Etch A Sketch finns med i filmen Toy Story, och dess uppföljare Toy Story 2 och Toy Story 3.